# Bathyclupeidae
Bathyclupeidae là một họ cá nhỏ, theo truyền thống họ này xếp trong bộ Perciformes, năm 2013 được Ricardo Betancur-R et al. tách ra ở vị trí không xác định trong nhánh Percomorphaceae. Trong phiên bản ngày 30-7-2014 họ này được xếp trong bộ Pempheriformes.

## Chi và loài
- Bathyclupea Alcock, 1891
  - Bathyclupea hoskynii Alcock, 1891
  - Bathyclupea nikparini Prokofiev, 2014[6]
  - Bathyclupea schroederi Dick, 1962
- Neobathyclupea Prokofiev, 2014 [7]
  - Neobathyclupea argentea (Goode & T. H. Bean, 1896)
  - Neobathyclupea elongata (Trunov, 1975)
  - Neobathyclupea gracilis (Fowler, 1938)
  - Neobathyclupea japanotaiwana (Prokofiev, 2014)[6]
  - Neobathyclupea malayana (M. C. W. Weber, 1913)[8]
  - Neobathyclupea megaceps (Fowler, 1938)
  - Neobathyclupea melanoptera Prokofiev, Gon & Psomadakis, 2016[8]